# Robiquetia kusaiensis
Robiquetia kusaiensis är en orkidéart som beskrevs av Noriaki Fukuyama. Robiquetia kusaiensis ingår i släktet Robiquetia och familjen orkidéer. Inga underarter finns listade i Catalogue of Life.